# Jean VII (patriarche d'Antioche)
Pour les articles homonymes, voir Jean VII.
Jean VII d'Antioche fut patriarche d'Antioche de l'Église jacobite du 9 juillet 965 à 985.